# Пасько Сергій Олексійович
Пасько Сергій Олексійович (нар. 22 грудня 1954, с. Лошнів Теребовлянського району Тернопільської області) — український політик і дипломат. Кандидат медичних наук (1987), доцент; заслужений лікар України. Депутат Верховної Ради України. Надзвичайний і Повноважний Посол України в Йорданському Хашимітському Королівстві з червня 2010 року по липень 2019 року.

## Життєпис
Народився 22 грудня 1954 року в селі Лошнів Теребовлянського району Тернопільської області. Закінчив Вінницький медичний інститут ім. М. І. Пирогова, лікувальний факультет (1972—1978), лікар-лікувальник; спеціальна клінічна ординатура з анестезіології-реаніматології Київського медичного інституту ім. О. О. Богомольця (1983—1985); Українська академія державного управління при Президентові України (1998—2001), маґістр державного управління; кандидатська дисертація «Порушення киснево-транспортної функції крові та їх корекція у хворих перитонітом в післяопераційному періоді» 1987); маґістерська робота «Україна в геополітичному вимірі»(2001).
03.2006 — кандидат в народні депутати України від Виборчого блоку політичних партій Б.Олійника та М.Сироти, № 24 в списку. На час виборів: заступник начальника управління МЗС України.
03.1998 — кандидат в народні депутати України, виборчий округ № 198, Черкаська область. З'явилося 81.1 %, за 8.9 %, 4 місце з 14 претендентів. На час виборів: народний депутат України. 03.1998 — кандидат в народні депутати України від виборчого блоку «Вперед, Україно!», № 29 в списку.
Народний депутат України 2 скликання з 04.1994 (2-й тур) до 05.1998, Звенигородський виборчий округ № 425, Черкаська область, висунутий виборцями. 06.1994-04.98 — секретар Комітету з питань охорони здоров'я, материнства і дитинства. Член депутатської ґрупи «Центр» (пізніше — «Конституційний центр»).
Заступник члена Постійної делегації ВР України у Парламентській Асамблеї Ради Європи (04.1996-05.98). На час виборів: Черкаська міська лікарня № 3, лікар-анестезіолог-реаніматолог. 1-й тур: з'явилось 86.8 %, за 24.79 %. 2-й тур: з'явилось 81.3 %, за 63.97 %. 8 суперників (основний — Дріжчаний С. А., народився 1942; Адміністрація Президента України, заступник завідувача загальним відділом; 1-й тур — 18.65 %, 2-й тур — 30.64 %).
08.1978-08.79 — лікар-інтерн, анестезіолог-реаніматолог, Черкаська обласна лікарня.
08.1979-05.94 — лікар-анестезіолог-реаніматолог, Черкаська міська лікарня № 3. 09.1983-09.85 — спеціальний клінічний ординатор кафедри анестезіології і реаніматології, Київський медичний інститут О. О. Богомольця. 05.1990-01.91 — старший лікар-анестезіолог, Центральний військовий шпиталь, м. Аден, Народно-Демократична Республіка Ємен.
03.1991-03.92 — керівник ґрупи радянських лікарів і лікар-анестезіолог-консультант, університетський шпиталь Соба, м. Хартум, Республіка Судан.
06.1998-07.2000 — головний консультант-експерт, Управління Постійного представника Президента України у ВР України, головний консультант-експерт Управління забезпечення зв'язків з ВР України, Адміністрація Президента України. 07.-12.2000 — головний консультант, Апарат ВР України.
12.2000-06.04 — радник, в.о. Тимчасового повіреного, Посольство України в Сирійській Арабській Республіці.
10.2004-09.05 — заступник начальника Управління у зв'язках з ВР, КМ та реґіонами України, МЗС України.
09.2005-02.06 — заступник начальника відділу організації законотворчого процесу та зв'язків з ВР України Департаменту секретаріату Міністра, МЗС України.
03.-09.2006 — заступник начальника Управління взаємодії з державними органами та координації зовнішніх зносин, МЗС України.
09.2006-07.07 — Тимчасовий повірений у справах України в Об'єднаних Арабських Еміратах, радник Посольства.
28.07.2007-30.01.09 — Надзвичайний і Повноважний Посол України в Об'єднаних Арабських Еміратах.
30.01.2008-30.01.09 — Надзвичайний і Повноважний Посол України в Державі Катар (за сумісництвом).
05.02.2008-30.01.09 — Надзвичайний і Повноважний Посол України в Королівстві Бахрейн (за сумісництвом).
07.2009-07.10 — Начальник Управління взаємодії з державними органами та координації зовнішніх зносин, МЗС України.
Державний службовець першого рангу (2002), Надзвичайний і Повноважний Посланник першого класу (2011).
Співзасновник і член правління Черкаського земляцтва «Шевченків край» у Києві.
Професор кафедри суспільних наук Національної академії керівних кадрів культури і мистецтв.
Лікар анестезіолог-реаніматолог вищої категорії. Підполковник медичної служби запасу (1998).
Автор та співавтор понад 60 наукових праць.
Нагороди
Державна нагорода України, почесне звання України "Заслужений лікар України";
Грамота Президента України, 22.12.1999 рік; 
Пам'ятна латунна медаль Верховної Ради України "Десять років Незалежності України";
Нагрудний знак МЗС України "За сумлінну службу", наказ № 1620-ос від 31.07.2019, подяки МЗС України 2002, 2005;
Відзнака МВС України "За сприяння органам внутрішніх справ України", наказ № 3217-ос від 18.12.2009;
Почесна Грамота Київського міського голови,  № 8012 від 22.12.2004;
Почесна Грамота Черкаської обласної державної адміністрації, № 8923 від 11.09.2020
Державна нагорода Йорданського Хашимітського Королівства, 
Oрден Незалежності І ступеня, Order of Independence, Grand Cordon, 2011

## Громадська діяльність
Входить до Поважної ради Громадської ініціативи «Орден святого Пантелеймона».

## Сім'я
- батько — Олексій Тимофійович (1924—2004) — лікар-хірург;
- мати — Галина Федорівна (1929-2013) — учителька, пенсіонер;
- дружина — Світлана Юхимівна (1956);
- дочка — Вікторія (1980) — лікар.